# 夸里鎮區 (伊利諾伊州澤西縣)
夸里鎮區（英語：Quarry Township）是位於美國伊利諾伊州澤西縣的一個行政鎮區。

## 地方資料
根據2010年美國人口普查的數據，夸里鎮區的面積為59.90平方千米，當中陸地面積為52.90平方千米，而水域面積為7.00平方千米。當地共有人口1111人，而人口密度為每平方千米18.55人。